# Тиллмен, Генри
Ге́нри Ти́ллмен (англ. Henry Tillman; 1 августа 1960, Лос-Анджелес, Калифорния, США) — американский боксёр-профессионал, выступавший в первой тяжёлой весовой категории. Олимпийский чемпион 1984 года и серебряный призёр панамериканских игр 1983 года.

## Любительская карьера
Тиллман дважды победил Майка Тайсона, как любитель, выиграв оба боя спорным близким решением судей.
Тиллман завоевал золотую медаль в первом тяжелом весе как представитель Соединенных Штатов на Олимпиаде 1984 года. 
- 1-й тур

- Победил Марвин Перес (BOL), RSC-1
- Победил Tevita Taufoou (TNG), RSC-2
- Победил Angelo Musone (ITA) 5:00
- Победил Вилли де Вит (CAN), 5:00

## Профессиональная карьера
Дебютировал в декабре 1984 года в бою с  Юраем Грантом, которого он победил техническим нокаутом во 2 раунде.
В феврале 1986 года встретился с Сильвестером Ли. Ли потряс Тиллимана левым кроссом, но затем Тиллиман обрушил на противника град ударов, после которых рефери остановил бой.
В марте 1986 года встретился с Реджи Гроссом. Тиллиман за счёт скорости переиграл своего противника и победил единогласным решением судей.
В апреле 1986 года в бою за титул NABF встретился Башем Али. Бой транслировался на канале ESPN. Тиллиман победил техническим нокаутом в 1 раунде.
В июне 1986 года встретился с Бертом Купером. Купер победил  единогласным решением судей. 
В августе 1986 года встретился с Седриком Парсонсом. Тиллиман победил нокаутом в 1 раунде.
В сентябре 1986 года встретился с Оскаром Холманом.  Тиллиман победил техническим нокаутом в 6 раунде.
В октябре 1986 года встретился с Тайроном Бузом. Тиллиман победил единогласным решением судей.
В феврале 1987 года  встретился с чемпионом мира  в первом тяжелом весе по версии WBA Эвандером Холифилдом. Холифилд отправлял Тиллмана в нокдаун во 2 раунде и 3 раза в 7 раунде, после чего рефери по правилу 3 нокдаунов остановил бой. На момент остановки боя Холифилд вёл на картах всех судей.
В июне 1987 года встретился с  Вуди Кларком. Тиллиман победил техническим нокаутом в 7 раунде.
В июле 1987 года встретился с Кевином Портером. Тиллиман победил единогласным решением судей. 
В августе 1987 года встретился с Дэнни Саттоном Тиллиман победил нокаутом в 7 раунде.
В ноябре 1987 года встретился с Дуэйном Бондсом. Бондс победил техническим нокаутом в 8 раунде.
В марте 1988 года встретился с  Вилли де Витом. Де Вит победил единогласным решением судей и взял реванш за поражение в финальном бою на олимпийских играх.
В декабре 1989 года встретился с  Дэнни Воффордом. Тиллиман победил единогласным решением судей.
В июне 1990 года встретился с Майком Тайсоном. В конце 1-го раунда Тайсон правым крюком в верхнюю часть головы отправил противника на канвас. На счёт «10» Тиллмен всё ещё лежал на полу. Чистый нокаут. Тайсон взял реванш за поражения на отборочном туре олимпиады.
Затем Тиллман выиграл несколько боёв, но в 1992 году проиграл техническим нокаутом в 7 раунде Терри Дэвису. После этого боя он закончил свою профессиональную карьеру.

## После бокса
В июле 2004 года Тиллман был приговорен к 37 месяцам тюремного заключения после признания себя виновным в федеральном обвинении кражи личных данных. Получил тяжелейшую травму в автокатастрофе, вследствие чего ему была почти полностью удалена левая грудная мышца. Тем не менее, Тиллмен, восстановив здоровье принял участие в боях по правилам смешанных единоборств UFC, где не добился особых успехов из-за отсутствия хорошей борцовской подготовки.
В фильме «Рокки 5» Генри Тиллман играл боксёра Тима Симмса, который проиграл бой Томми Ганну, которого играл Томми Моррисон.